# Una moglie, due amici, quattro amanti
Una moglie, quattro amici, due amanti è un film del 1980 diretto da Michele Massimo Tarantini.

## Trama
Nel corso di un pranzo di ex studenti universitari, il dottor Lavetti comunica ai colleghi di aver scoperto in un'isola tropicale il 'pomango', un frutto il cui succo è un irrefrenabile afrodisiaco. L'incredulità dei colleghi induce il dottore a fare una scommessa della quale sarà vittima il ritardatario dottor Frontoni, al quale viene fatto bere con l'inganno il succo. La scommessa darà il via a una serie di guai a catena a causa del dottore, ormai incapace di controllare la sua esuberanza sessuale.

## Distribuzione

### Titoli all'estero
Il film uscì anche in Spagna col titolo Doctor, ¿estoy buena?.